# Гизелер, Иоганн Карл Людвиг
Иога́нн Карл Лю́двиг Ги́зелер (нем. Johann Karl Ludwig Gieseler; 3 марта 1792, Петерсхаген, Северный Рейн-Вестфалия — 8 июля 1854, Гёттинген) — германский протестантский богослов и церковный историк, преподаватель, духовный и научный писатель.
Иоганн родился Петерсхагене, его отец — Георг Кристоф Фридрих, был проповедником. В 10 лет Иоганн — в детском доме в Галле, здесь он учится в школе, а затем после школы  был принят в Галле-Виттенбергский университет. Обучение Иоганна прерывается в период прохождения им военной службы, во время которой он был зачислен добровольцем в полк егерей. По заключению мира (1815), он вернулся в Галле. В 1817 году Иоганн — доктор философии, в этом же году он стал заместителем директора гимназии в Миндене, и в 1818 году был назначен директором гимназии в Клеве. В 1819 году Гизелер становится доктором теологии; в этом же году Гизилер был приглашён в качестве профессора на теологический факультет Боннского университета; в 1831 году Иоганн переезжает в Гёттинген, где преподаёт историю Церкви и догматику в Гёттингенском университете.В 1817 году Гизелер вступает в масонскую ложу «Трех Коронованных Мечей» , в 1823 году становится  Досточтимым мастером в ложе «Августа Золотого Циркуля».
Гизелер вместе с И. Г. Гердером в области новозаветной библеистики является одним из создателей «гипотезы устного предания» (нем. Traditionshypothese), согласно которой четыре Евангелия были написаны на основе устного предания, которое ко времени их написания приняло достаточно устойчивый вид. Гизелер отвергает гипотезы взаимного использования евангелистами материала других Евангелий и общего письменного источника. До Гизелера была выдвинута гипотеза И. Г. Эйхгорном о существовании некого Протоевангелия. Гизлер считает, что евангелисты в отдельных вопросах не соглашаются и противоречат друг другу; по его мнению переход устной проповеди Евангелия с арамейского на древнегреческий язык произошел уже в Иерусалиме для бывших там «эллинистов». Гипотеза Гизелера впоследствии была подвергнута критике на основании того, что для объяснения лексических и синтаксических совпадений в древнегреческом тексте двух или трёх Евангелий вводились три гипотетических устных источника.
Гизелер написал пятитомный учебник церковной истории, по словам Ф. К. Баура, «полезнейший труд в новейшей исторической литературе» . При изложении истории Иоганн Гизелер передает только факты, важные, по его мнению, для изучения характера и явлений времени и мало уделяет внимания господствующим в то время в научной литературе идеям. Работа Гизелера стала источником материалов для многих, в том числе русских, церковных историков.

## Труды
- Lehrbuch der Kirchengeschichte für Studierende  vol. I-V
- Volltext Historisch-kritischer Versuch über die Entstehung und die frühesten Schicksale der schriftlichen Evangelien. Wilhelm Engelmann, Leipzig 1818.
- Nazaräer und Ebioniten. 1819
- Christus und Greiling: oder wie soll und muß die Verfassung der christlichen ... 1819
- Etwas über den Reichstag zu Augsburg im Jahre 1530... 1821
- с Фридрихом Люкке: Zeitschrift für gebildete Christen der evangelischen Kirche. 4 Hefte. Elberfeld 1823–1824.
- Rückblick auf die theologischen Richtungen der letzten 50 Jahre. 1837.
- Ueber die cölnische Angelegenheit: Darstellungen, Betrachtungen und Vorschläge Leipzig 1838.
- Die Unruhen in der Niederländisch-Reformirten Kirche: während der Jahre 1833 bis 1839 Hamburg 1840